# Empathie artificielle
L'empathie artificielle décrit le fait que des robots et interfaces soient développés de telle sorte qu'ils aient ou développent certains aspects de l'empathie humaine. Les tentatives de mettre au point de tels robots remontent aux années 1990. Ces systèmes posent de nombreux défis technologiques. Ils posent également des questions éthiques et philosophiques.  

## Histoire
Chez l'humain, l'empathie est la capacité de partager les émotions d'une autre personne, et de comprendre le point de vue de l'autre personne. Les tentatives de faire comprendre et réagir des systèmes d'intelligence artificielle à leur environnement relèvent des domaines de la cognitique. Les tentatives de mesurer objectivement des émotions chez l'humain prennent leurs racines dans des débuts de la psychologie expérimentale du XIXe siècle.
Les débuts de l'informatique affective datent des années 1990. En 1995, Rosalind Picard, chercheur informaticienne du Massachusetts Institut of Technology, publie un article qui pose les fondements de cette nouvelle discipline. Elle met au point le premier robot social capable de traiter certaines informations sociales et affectives : Kismet.
Dans les années 2000, des prototypes d'ordinateur montrant de l'empathie, de la sympathie et des habileté d'écoute active, sont mis au point et testés. L'objectif de ces prototypes est de permettre aux ordinateurs de gérer la frustration de leurs utilisateurs.

## Approches
Dans Vivre avec les robots : essai sur l'empathie artificielle, Paul Dumouchel et Luisa Damiano décrivent une particularité de la robotique sociale, qui serait la place accordée à l'affect dans les recherches, où l'empathie est vue comme une composante essentielle du rapport entre les êtres humains et les robots. Ces recherches amènent un renouveau dans la conceptualisation de l'esprit, avec une remise en cause du dualisme. On peut ainsi identifier deux approches des émotions chez les robots : 
- La robotique externe travaille sur l'expression robotique des émotions, qui seraient des artifices en vue de susciter des émotions réelles chez l'être humain.
- La robotique interne a l'ambition de fabriquer des robots "socialement intelligents", c'est-à-dire des intelligences artificielles véritablement empathiques dont les émotions seraient réelles.

Selon Dumouchel et Damiano, l'expression de l'empathie se situe dans l'interaction, alors que l'émotion en tant que telle est un événement intérieur. La coordination affective, qui implique la connaissance intersubjective des émotions d'autrui, apparaît comme un lieu de socialité primordiale. Créer une empathie robotique consisterait à doter les robots de mécanismes de coordination affective humains-robots, donc créer des agents affectifs essentiellement interactifs, capables de recevoir une expression externe, et d'y répondre adéquatement. 
Penser la création de l'empathie artificielle suppose une approche multidisciplinaire, qui inclut notamment les sciences cognitives, les sciences naturelles et les arts du spectacles.